# زنان صلح در سراسر جهان
زنان‌صلح در سراسر جهان (انگلیسی: PeaceWomen Across the Globe) که پیش‌تر با نام ۱۰۰۰زن صلح شناخته می‌شد، سازمانی است که در برن (سوئیس) قرار دارد و هدف آن بالابردن دیدگاه زنان برای ترویج صلح در سراسر جهان می‌باشد.

## تاریخچه
این سازمان در سال ۲۰۰۳ تحت هدایت روت - گابی ورمانت- من‌گول‌دو بنیاد گذاشته شدو سپس توسط یک عضو شورای ملی سوئیس ابتکار نامزد کردن ۱۰۰۰زن از ۱۵۰ کشور جهان برای جایزه صلح در سال ۲۰۰۵ را برعهده گرفت. نامزدهای جایزه صلح نه تنها از میان افراد مشهور، بلکه در میان زنان نسبتاً ناشناخته که کمک قابل توجهی به صلح جهانی کرده بودند را دربر گرفت. اگر چه این جایزه در نهایت به آژانس بین‌المللی انرژی اتمی اعطا شد، اما این ابتکاری موفقیت‌آمیز در جلب توجه عمومی نسبت به نقش زنان در ایجاد صلح بود. این سازمان به انتشار یک کتاب مبادرت کرد و یک نمایشگاه را که برای اولین بار در زوریخ، سوئیس به نمایش درمی‌آمد ایجاد کرد، از آن زمان در بیش از ۲۵ کشور جهان، از جمله مکان‌های آکادمیک مانند دانشگاه زاویر در سینسیناتی، اوهایو،دانشگاه لینگن در هنگ کنگ، چین و در نمایشگاه یونسکو در ژنو سوئیس این نمایشگاه برگزار شد.
از سال ۲۰۰۶، زنان صلح در سراسر جهان به یکی از اعضای سازمان‌های غیردولتی مرکز سوئیس برای ایجاد صلح تبدیل شد که به سیاست خارجی سوئیس کمک می‌کند. این سازمان همچنین عضو شبکه جهانی زنان صلح ساز است.

## اعضا
اعضای سازمان زنان‌صلح در سراسر جهان عبارتند از:
- سکینه یعقوبی
- آمینه افضلی
- ملالی جویا
- یلکا گلومیچیک
- رانا بانرجی
- کیپو سرینگ لکچا